# 유엔 프랑스어의 날
유엔 프랑스어의 날(영어: French Language Day at the UN, 프랑스어: Journée de la langue française aux Nations unies)은 매년 3월 20일에 해. 이 기념일은 유엔 홍보국이 2010년에 "다 기념하고 기관 전체에서 여섯 개의 공용어를 동일하게 사용하도록 홍제정하였다.

## 같이 보기
- 유엔#언어
- 유엔 러시아어의 날
- 유엔 스페인어의 날
- 유엔 아랍어의 날
- 유엔 영어의 날
- 유엔 중국어의 날